# Kapros z Elidy
Kapros z Elidy (gr. Κάπρος) – starożytny grecki atleta, olimpijczyk.
Syn Pitagorasa z Elidy. Na igrzyskach olimpijskich w 212 roku p.n.e. odniósł bardzo rzadkie jednoczesne zwycięstwo w pankrationie i zapasach, uzyskując prestiżowy tytuł paradoksonikes. Zgodnie z legendą wyczynu tego dokonał wcześniej jedynie mityczny Herakles. Później udało się go powtórzyć tylko sześciu sportowcom.